# Pont Canada
Le pont Canada est un pont routier français achevé en 1954, sur la D786, qui enjambe l'estuaire du Jaudy, entre les communes de Tréguier et de Trédarzec, en région Bretagne. Il est le premier pont de son type construit en Europe.
Le pont actuel est le troisième « pont Canada ».

## Historique des ponts Canada

### Avant les ponts
Avant la construction du premier pont, trois bacs assuraient la traversée du Jaudy entre Tréguier et Trédarzec , le "bac de Scaff an milin", cité en 1551, appelé "bac du Canada" à partir de 1691; le "bac de Saint-Sul", cité en 1602 et le Passage de Tresmeur. Le service des bacs s'arrête en 1835.

### Le premier pont (1834-1886)
Le projet d'un pont sur le Jaudy émane d'un négociant de Tréguier, le sieur Ozou. L'adjudication du 29 décembre 1832 lui attribue la concession pour une durée de 69 ans et 11 mois, une ordonnance du roi Louis-Philippe autorise la construction du pont prévoyant que les travaux et l’entretien seraient financés par un péage. Celui-ci est supprimé le 1er février 1873 à la suite du rachat du pont par le conseil général des Côtes du nord.
Les travaux de ce premier pont commencent en 1833 et se terminent en avril 1834, il est mis en circulation le 25 mai 1834.
C'est un pont suspendu de type « fil de fer ». C'est le premier pont suspendu mis en service en Bretagne. Il mesurait 139,50 m de long. Il était composé d'une travée suspendue de 100 m de long, encadrée par deux arches en maçonnerie. Le tablier faisait 4,20 m de large en tout, 2,20 m de voie charretière et deux trottoirs d'1 m. La passerelle Saint-François, sur le Guindy entre Tréguier et Plouguiel, de même type, lui est contemporaine.
Ce Premier pont est démoli en juillet 1886, pour faire place à la construction du deuxième pont. Le "bac du Canada" est remis provisoirement en service pendant la construction de ce deuxième pont. Il existe encore une arche du premier pont en aval du pont actuel sur la rive droite du Jaudy (côté Trédarzec).

### Le second pont (1886-1954)
Il est remplacé par un pont en poutre en treillis, à tablier métallique et piles en maçonnerie. Ce pont disposait d'une travée mobile sur la rive gauche (côté Tréguier), pour permettre la navigation jusqu'au port de la Roche-Derrien en amont. En comptant l'arche du premier pont et la travée mobile, ce pont comptait six travées.
Il est ouvert à la circulation le 13 novembre 1886.
Dès sa mise en service, ce pont va se tasser jusqu'à prendre une flèche de 0,40 m. Une de ses travées est détruite le 14 août 1944 par une unité de génie américaine lors des combats pour la libération de Tréguier. Il est démoli en 1954, après la mise en service du pont actuel. Les fondations des piles centrales de ce pont sont encore visibles à marée basse.

### Le viaduc ferroviaire
Aux trois ponts, il faut ajouter le « viaduc sur le Jaudy » en amont du pont actuel, qui n'eut jamais le titre de « pont Canada ». Ce pont fut conçu par Louis Harel de la Noë pour les chemins de fer des Côtes-du-Nord à voie métrique en 1924, pour la ligne de Tréguier à Paimpol. Il fut détruit le 15 août 1944 par les FFI. Malgré une « tentative » en 1947 - les coffrages se sont effondrés -, il ne fut jamais reconstruit.

## Caractéristiques principales du pont actuel
La construction commence en 1951 et se termine en 1954. Un seul cintre aura été nécessaire pour la construction des deux arcs. Après la construction du premier arc, ce cintre a été ripé d'une seule pièce sous la position du second arc.
Lors du Tour de France 1954, avant sa mise en service, le pont fut traversé lors du passage de la 6e étape de Saint-Brieuc à Brest, le 13 juillet (179 km, remporté par Dominique Forlini.
Le pont est inauguré officiellement le 25 juillet 1954.

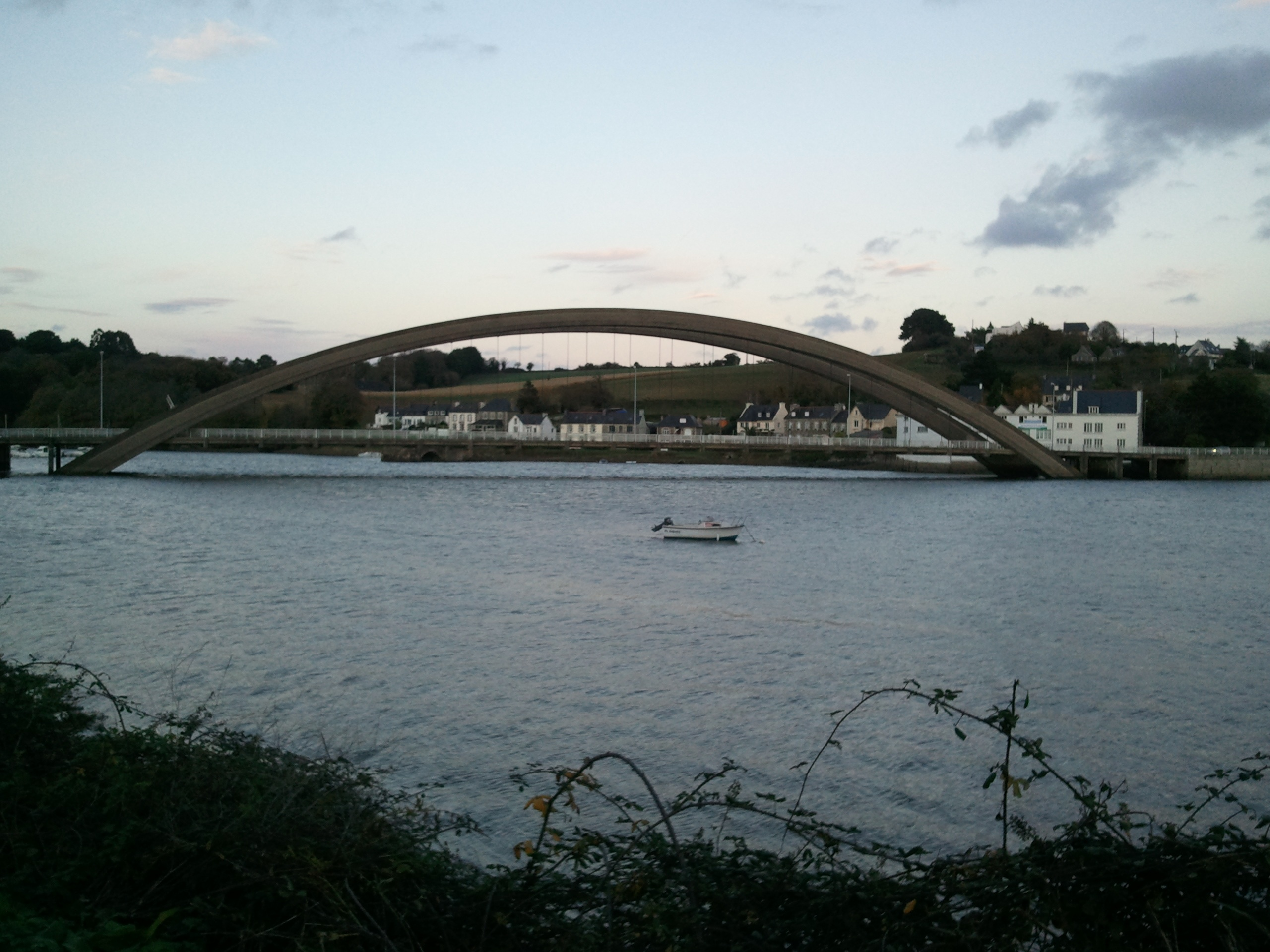
Pont Canada - vue générale

- Pont en arc à tablier intermédiaire, en béton armé et suspentes en acier.
- Longueur totale des arcs : 153 m
- Dénivelé entre le tablier et le haut des arcs : 26 m
- Largeur entre les deux arcs : 12,30 m
- Nombre de voussoirs par arc : 6

## Étymologie
L'origine du nom du pont sur le Jaudy s'est perdue, le "bac du Canada" étant cité comme tel dès 1691. Mais l'explication la plus généralement admise, est que le nom du pont vient de la francisation du mot breton Keneuta (ou Keuneuta) signifiant Chercher (ou Ramasser, ou Couper) du bois de chauffage.